# Жнива (картина Зінаїди Серебрякової)
«Жнива» — картина української, російської та французької художниці Зінаїди Серебрякової (1884—1967) створена 1915 року. Картина належить до зібрання Одеського художнього музею. Розмір картини — 142 × 177 см.

## Історія й опис
Влітку, 1914 року Зінаїда Серебрякова через початок Першої світової війни була змушена повернутися з творчого відрядження Італією до родинного маєтку Бенуа-Лансере на хутір Нескучне Харківської губернії. Там вона починає працювати над етюдами й картинами зі зображенням селян. Серед цих картин було створено велике полотно, яке згодом художниця знищила. Залишилися тільки деякі фрагменти — «Дві селянські дівчини» і «Селяни. Обід».
Аналізуючи ранні етюди й нариси можна дійти висновку, що Зінаїда Євгенівна планувала намалювати жнивування дівчат. Згодом, вирішила написати селянок  під час відпочинку. Із кінцевого варіанту картини можна побачити, що на ній зображено чотири дівчини, дві з яких стоять, а ще дві готують обід. Дії дівчат намальовані на тлі спокійного сільського пейзажу з жовто-зеленими полями. Лінія горизонту знаходиться досить високо. Удалечені поміж дерев ледве видніються куполи сільської церкви. 
На обличчях дівчат можна впізнати портретні риси селянок із хутора Нескучне, які були моделями цілого ряду інших картин Зінаїди Серебрякової — Марфа Воронкіна (із глечиком молока), Марина Безбородова (ріже хліб), Ганна Чуркіна (тримає граблі) і Катерина Воронкіна.
Картина вперше була презентована 1916 року на виставці товариства «Світ мистецтва» під назвою «Селянки в полі».

## Відгуки
Мистецтвознавець Олена Петинова так писала про цей період життя Серебрякової:
|  | Повернувшись до батьківщини, художниця створює шедевральні твори — картини «Жнива» (1915) і «Вибілювання полотна» (1917), національний зміст яких, знайшли в органічному поєднанні з монументальністю загального рішення, у клясичній побудові композиції й трактуванні форм. |

Мистецтвознавець Валентина Князева так писала у своїй монографії про твір Зінаїди Серебрякової:
|  | У картині «Жнива» все здається простим, земним, справжнім. Створюючи її в розпал світової війни, Зінаїда Серебрякова звеличила російську жінку, оспівала створення світу. У цьому прагненні досконалої ідеальності з'явилось високе, поетичне відношення художниці до життя, віра в силу рідного народу та його майбутнє. |